# Orthodox Celts
Ортодокс Келтс (енгл. Orthodox Celts) су српска музичка група из Београда која изводи традиционалну ирску музику комбиновану са рок елементима. Значајно су утицали на њену популаризацију у Србији и југоисточној Европи.
Основани су 1992, а први албум су издали 1994. године.
Док се први албум састојао искључиво од стандарда ирске фолк музике, већ од другог албума почели су да укључују и сопствене песме писане и компоноване у том стилу. Скоро сви чланови се декларишу као навијачи фудбалског клуба Селтик.

## Чланови групе

### Садашњи
- Александар Петровић (Аца Селтик) — вокал и фронтмен групе
- Дејан Лалић — бенџо, мандолина, мандола, пратећи вокал, гитара, бас-гитара, гајде, ирска фрула
- Душан Живановић (Џекац) — бубањ, ирски бубањ, хармоника, удараљке, пратећи вокал, ирска фрула
- Владан Јовковић — гитара, пратећи вокал
- Дејан Грујић[а] — бас-гитара, гитара, клавијатуре, пратећи вокал
- Никола Станојевић — виолина
- Драган Гњатовић — фрула

### Бивши
- Дејан Јевтовић — бас-гитара, пратећи вокал
- Дејан Попин — фрула, ирска фрула, пратећи вокал
- Ана Ђокић — виолина, пратећи вокал
- Бојан Петровић — фрула, пратећи вокал

## Дискографија

### Студијски албуми
- (1994) — Реиздање албума је објављено 2001. године за Метрополис рекордс и садржи шест бонус песама.
- (1996)
- (Метрополис рекордс, 1999)
- (Метрополис рекордс, 2002)
- (Аутоматик, 2007)
- (2017)

### Албуми уживо
- Музичке паралеле (самостално издање, 1996) — заједнички албум са групом